# Sixtus van Reims

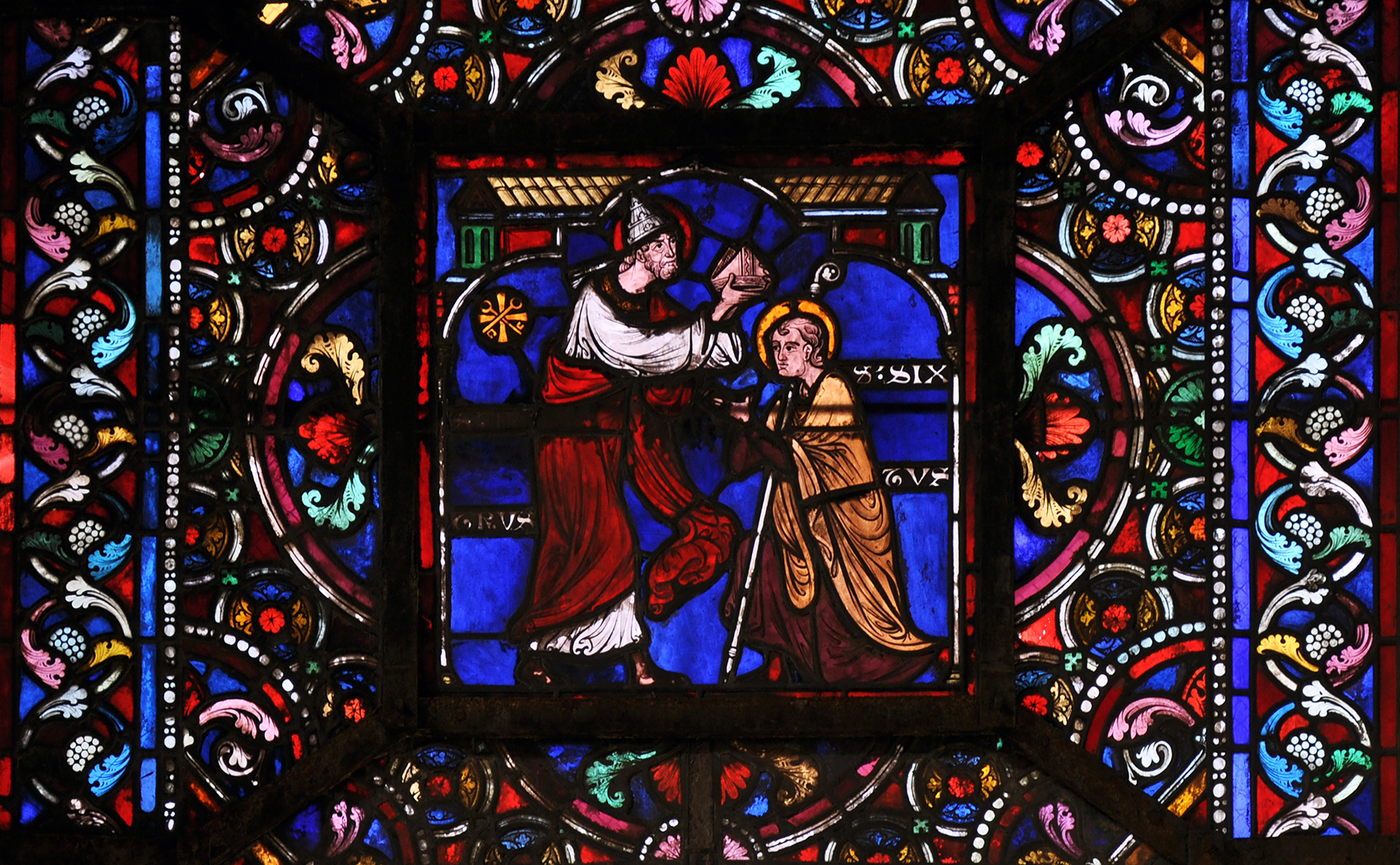
Sixtus van Reims afgebeeld op een glas-in-loodraam in de kathedraal van Soissons.

Sixtus van Reims (- (traditioneel) 1 september 67/3e eeuw) was de eerste bisschop van Reims.
Hij zou − aldus onder andere Flodoard − een discipel van de apostel Petrus, die hem tot eerste bisschop van Reims zou hebben benoemd en in 57 zou hebben uitgezonden, terwijl onder andere Hincmar, een 9e-eeuwse bisschop van Reims, stelt dat hij door paus Sixtus II (257-258) naar Gallië zou zijn uitgezonden om deze regio te kerstenen.
Nadat hij met de met hem bevriende Sinicius (Sinitus, Sinitius), een Romein die ook een leerling van Petrus was, in de stad Reims was aangekomen, zou hij daar het bisdom Reims hebben ingericht.
Het is echter waarschijnlijker dat dit alles berust op een latere herwerking van zijn levensverhaal om een directe apostolische successie voor het aartsbisdom te kunnen claimen. Sextus leefde waarschijnlijk echter in het midden van de 3e eeuw en werd na zijn dood door Sinicius in het episcopaat opgevolgd.
Het gebeente van zowel Sixtus als Sinicius werd in 920 door aartsbisschop Herive aan de kerk van het klooster van Saint-Remi overgedragen.
De voormalige kloosterkerk in Ramelsloh (Seevetal) is naar Sixtus en Sinicius vernoemd. In 845 had de Hamburgse aartsbisschop Ansgarius zichzelf en de relikwieën van deze twee heiligen in Ramelsloh voor de Denen in veiligheid gebracht. Hij legde daarmee de eerste steen voor het mannenklooster.